# 玛拉集团
瑪拉集團（英語：Mara Group）為一家遍及非洲廣泛地區的跨領域商業服務公司，其業務涵蓋科技、金融、製造、房地產和農業等多項產業。
該集團於1996年創立，創辦人為艾希什·塔卡爾，總部位於阿拉伯聯合大公國杜拜，如今業務遍及24國且雇用逾1.1萬名員工。

## 概要
瑪拉集團由艾希什·塔卡爾創立於1996年，如今該集團之業務已涵蓋多項產業，業務範圍遍及24國，其中22國位於非洲。該集團於2010年被世界經濟論壇評選為全球成長型公司。
瑪拉集團於2009年成立公益事業瑪拉基金會，該基金會為非洲企業家提供各類服務，包括線上諮詢服務、企業孵化器和資金需求。

## 瑪拉手機
瑪拉公司為第一家將生產基地設於非洲的智慧型手機製造商。位於盧旺達基加利的生產線於2019年10月7日正式投入生產，同月的17日位於南非德班的生產線亦投入生產。
瑪拉手機目前共推出兩種款式，分別為瑪拉X和瑪拉Z，皆採用谷歌安卓作業系統，為Android One的產品之一。瑪拉手機的專賣店又名瑪拉體驗店（Mara Experience Store），專賣瑪拉手機和其周邊產品。

### 瑪拉手機實驗室
瑪拉手機實驗室（Mara Phones Lab）為瑪拉手機的研發部門。